# Meta-autunite
La meta-autunite (simbolo IMA: Maut) è un minerale del gruppo della meta-autunite con composizione Ca(UO2)2(PO4)2·2-6(H2O). Da un punto di vista chimico è un fosfato idrato di uranio e calcio.

## Etimologia e storia
Il minerale è stato chiamato in questo modo nel 1904 da Paul Gaubert, per indicare uno stato disidratato (meta-) dell'autunite. Il nome deriva dal prefisso greco μετά ('meta', dopo, oltre) e dalla località francese di Autun.

## Classificazione
Nella 9ª edizione della sistematica di Strunz, aggiornata dall'Associazione Mineralogica Internazionale (IMA) fino al 2009, la meta-autunite viene elencata nella classe "8. Fosfati, arseniati, vanadati" e da lì nella sottoclasse "8.E Fosfati e arseniati di uranile"; questa è ulteriormente suddivisa in base al rapporto esistente tra la quantità del complesso uranile (UO2) e la quantità di complesso fosfato, arseniato o vanadato (RO4) e si ha che la meta-autunite è elencata nella suddivisione "8.EB UO2:RO4 = 1:1" insieme ai minerali bassetite, lehnerite, metaheinrichite, metakahlerite, metakirchheimerite, metalodèvite, metanatroautunite, metanováčekite, metasaléeite, metatorbernite, metauramphite, metauranocircite-I, metauranocircite-II, metauranospinite, metazeunerite e przhevalskite, con le quali forma il sistema nº 8.EB.10.
Tale classificazione resta invariata anche nell'edizione successiva, proseguita dal database "mindat.org" e chiamata Classificazione Strunz-mindat.
Anche la classificazione dei minerali secondo Dana, usata principalmente nel mondo anglosassone, elenca la meta-autunite nella classe dei "fosfati, arseniati e vanadati" e da lì nella sottoclasse dei "fosfati idrati ecc."; questa è ulteriormente suddivisa in modo che il minerale possa essere trovato nel reparto "fosfati idrati ecc., con A2+(B2+)2(XO4) • x(H2O), con (UO2)2+" dove forma il "gruppo dell'autunite" con il sistema nº 40.02a.01 insieme ad autunite, pseudo-autunite e metanatroautunite.

## Abito cristallino
La meta-autunite cristallizza nel sistema tetragonale con il gruppo spaziale P4/nmm (gruppo nº 129) o P4222 (gruppo nº 93) con i parametri di reticolo a = 6,97 Å e c = 8,47 Å e una unità di formula per cella unitaria.

## Caratteristiche chimico-fisiche
Una sua idratazione, anche solo presenza di umidità cospicua, la trasforma in autunite. Ha luminescenza giallo-verde più fievole di quella dell'autunite, ma lo stesso livello di forte radioattività.

## Origine e giacitura
La genesi è secondaria, come le altre miche di uranio di cui fa parte, fosfati e arseniati vari di uranio; deriva infatti da minerali primari ricchi di uranio in condizioni di ossidazione, siti in vene idrotermali. La paragenesi è prevalentemente con autunite.
La meta-autunite è stata rinvenuta in molti siti sparsi per il mondo, ma in generale è un minerale raro.
In Italia è stata rinvenuta a Colico (Lombardia), Bagnolo Piemonte, Roburent e Varzo (Piemonte), a Capoterra (Sardegna), in Val di Vizze, a Bocenago, Rabbi e Daone (Trentino Alto-Adige).
In Svizzera la meta-autunite è stata trovata a Brissago (Canton Ticino); Binn, Grengiols, Törbel e Salvan (Canton Vallese); Mels (Canton San Gallo); Lavey-Morcles (Canton Vaud).
In Germania sono noti molti siti tra cui, per citarne solo alcuni, Eisenbach e Waldshut (nel Baden-Württemberg), Böbrach e Mähring (in Baviera) e nel circondario dei Monti Metalliferi (in Sassonia).
In Russia il minerale è stato estratto nell'Oblast' di Magadan, a Pyatigorsk e Krasnyi Chikoy; si sono avuti ritrovamenti anche in Ungheria, Polonia, Portogallo, Spagna, Croazia e Slovenia.
Fuori dall'Europa il minerale è stato rinvenuto in molti siti degli Stati Uniti, in Sudafrica (nella municipalità distrettuale di Central Karoo), in India (distretto di Jodhpur), ma anche in Bolivia, Brasile e Australia, solo per citare alcuni Stati.